# Sant Ferriol
Sant Ferriol – gmina w Hiszpanii, w prowincji Girona, w Katalonii, o powierzchni 41,69 km². W 2011 roku gmina liczyła 222 mieszkańców.